# Approximationsteori
Inom matematik handlar approximationsteori om hur funktioner som bäst kan approximeras med enklare funktioner och med kvantitativ karakterisering av de fel som införs därigenom. Observera att vad som menas med bäst och enklare beror på tillämpningen.
Ett nära relaterat ämne är approximationer av funktioner genom generaliserade Fourierserier, det vill säga approximationer baserade på summering av en serie termer baserade på ortogonala polynom.